# تزار
تِزار (به انگلیسی: Tsar، به روسی: царь، به بلغاری: цар، به صربی: Car) یک عنوان اسلاوی به معنای امپراتور در مفهوم قرون وسطایی آن است که در طول تاریخ توسط پادشاهان اسلاو ازجمله فرمانروایان روسیه، استفاده می‌شد. با این وجود، معمولاً از دیرباز برابر با «پادشاه» در نظر گرفته می‌شود. این واژه از ریشهٔ سزار (به لاتین: caesar) در زبان لاتین است.
تزار و انواع آن، از عناوین رسمی در اولین امپراتوری بلغارستان (۶۸۱–۱۰۱۸)، دومین امپراتوری بلغارستان (۱۱۸۵–۱۳۹۷)، پادشاهی بلغارستان (۱۹۰۸–۱۹۸۶)، امپراتوری صرب (۱۳۴۶–۱۳۷۱) و مشهور‌تر از همه، روسیه تزاری (۱۵۴۷–۱۷۲۱) بودند. نخستین فرمانروایی که عنوان تزار را برای خود برگزید سیمئون یکم، پادشاه بلغارستان بود. سیمئون دوم تزار بلغارستان، آخرین فردی بود که این عنوان را داشت.

## وجه تسمیه

### معنی
عنوان «تزار» در زبان‌های اسلاوی، از عنوان لاتین امپراتوران روم، «سزار» گرفته شده است. معادل یونانی کلمهٔ لاتین امپراتور، عنوان «اتوکراتور» (en) بود. عنوان «باسیلیوس» نیز مورد هم‌تراز دیگری بود، اما بسته به اینکه در زمینهٔ سیاست معاصر باشد یا در زمینهٔ تاریخی یا کتاب مقدس، به‌طور متفاوتی مورد استفاده قرار گرفته است. عنوان تزار در ابتدا توسط خان‌های اردوی زرین و امپراتوران بیزانس و برای تمایز میان امپراتوران مسیحی جدید با امپراتورهای روم بت‌پرست در گذشته استفاده می‌شد. به گفتهٔ ایزابل د ماداریاگا، تاریخ‌نگار معاصر اسپانیایی، معنای اصلی عنوان تزار برابر با «امپراتور» در مفهوم قرون وسطایی آن بود؛ یعنی یک فرمانروای مستقل و بدون ارباب که می‌توانست مطابق انجیل، پادشاه یک ملت یا قوم خاص باشد، یا یک امپراتور که بر چندین ملت حکومت می‌کند؛ مانند امپراتور بیزانس. با این وجود، این عنوان معمولاً از دیرباز برابر «پادشاه» در نظر گرفته می‌شود. برخی مورخان برابر دانستن تزار و امپراتور را اشتباه دانسته‌اند. معنای دقیق این واژه از دیرباز محل اختلاف بوده است.

### ریشه
با این حال، از گذشته صحت ریشهٔ لاتینی این واژه مورد پرسش قرار گرفته است. برخی از پژوهشگران و نویسندگان، با شروع از نیکولای کارامزین، فرضیه‌هایی را در مورد خاستگاه آشوری-بابلی یا هندوایرانی این واژه مطرح کرده‌اند. کارامزین در کتابش تاریخ دولت روسیه، خاستگاه واژهٔ تزار را به «شرق باستان» نسبت داد و نوشت:
«... ایزیاسلاو دوم و دیمیتری دونسکی هر دو تزار نامیده می‌شدند. این نام چنانچه بسیاری بی‌اساس در نظر گرفته‌اند، مخفف سزار لاتین نیست؛ بلکه یک نام شرقی باستان است که از ترجمهٔ اسلاوی کتاب مقدس برای ما روس‌ها شناخته شد که زمانی به امپراتوران بیزانس و در دوران مدرن، به خان‌های مغول داده می‌شد. سَر در زبان فارسی به معنای تاج و تخت یا قدرت است؛ همچنین تشابه آن در انتهای نام‌های خاص پادشاهان آشوری و بابلی قابل توجه است؛ مانند فلاسر، نبوناسر و غیره.»
الکسی خومیاکوف، مورخ روسی نیز در اثرش یادداشت‌هایی در مورد تاریخ جهان، با استناد به واژهٔ «xšaϑra» در پارسی باستان به معنای «پادشاهی» از دیدگاه مشابهی دفاع کرد. نیکولای الکساندرویچ موروزوف (ru) منشأ آن را از زبان سامی فرض کرد. الکساندر ولادیمیرویچ بایکوف واژهٔ تزار را برآمده از کلمهٔ مغولی «ссар» می‌داند.
ولادیمیر ایوانوویچ شچرباکوف (ru)، نویسندهٔ روسی، معتقد بود که عنوان تزار خود واژه‌ای مستقل بوده که از یک نام و سپس از یک اسم مستعار خانوادگی گرفته شده است که در ابتدا هیچ ربطی به دودمان سلطنتی، تاج و تخت و یا حتی اشرافیت نداشته است. پیتر میخائیلوویچ زولین و ویکتور میخائیلوویچ کندیبا، نویسنده و پژوهشگران روسی، واژهٔ «цҍсарь» را شکل قرن سیزدهمی واژهٔ تزار می‌نامند و به کلمات کهن با ریشهٔ «сар» به عنوان منشأ احتمالی اشاره می‌کنند؛ مانند: Сарматия، Сар-педон، Саp، сарра-кены (аланы)، сар-геты، و غیره.

### مشتقات
پس از تبدیل واژهٔ تزار به یک عنوان سلطنتی، عناوین دیگری نیز به جهت خطاب سایر اعضای خانواده سلطنتی از آن مشتق شدند. این عناوین عبارت‌اند از:
- تزاریتسا یا تزارینا (به روسی: Царица، به انگلیسی: Tsarina) به معنای «زن تزار» که برای همسران تزارها به‌کار می‌رفت. این عنوان در امپراتوری روسیه به امپراتریس تغییر کرد.
- تزارونا (به روسی: Царевна، به انگلیسی: Tsarevna) به معنای «دختر تزار» که برای دختران تزارها به‌کار می‌رفت. این عنوان در امپراتوری روسیه برای همسران تزارویج‌ها به تزسارونا (به روسی: Цесаревна، به انگلیسی: Tsesarevna) تغییر کرد.
- تزارویچ (به روسی: Царевич، به انگلیسی: Tsarevich) به معنای «پسر تزار» که برای پسران تزارها به‌کار می‌رفت. این عنوان در امپراتوری روسیه برای وارثان بلافصل به تزسارویچ (به روسی: Цесаревич، به انگلیسی: tsesarevich) تغییر کرد.

## در بلغارستان

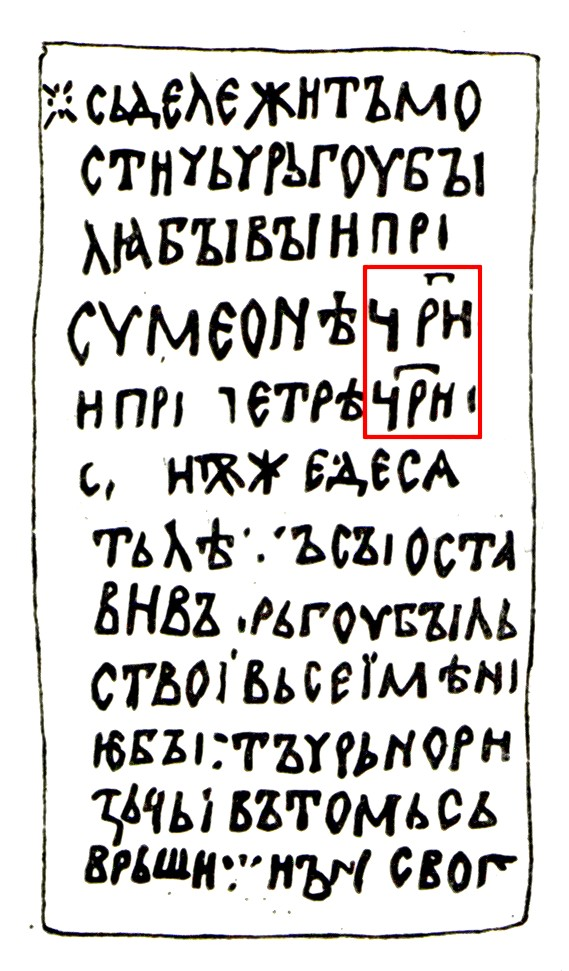
در سنگ‌نوشته که یک مقام عالی‌رتبه بلغار در اولین امپراتوری بلغارستان، در زمان سیمئون یکم بود، عنوان تزار سیمئون (ц︢ри) نیز دیده می‌شود.

در سال ۷۰۵ میلادی، امپراتور ژوستینیان دوم، ترول را «سزار» نامید که او را تبدیل به نخستین خارجی کرد که این عنوان را دریافت کرده بود؛ اما فرزندان او همچنان از عنوان بلغاری «کاناسیویگی» یا «کان» (به بلغاری: Кан) استفاده می‌کردند. گاهی از بوریس یکم بلغارستان به عنوان «تزار» یاد می‌شود؛ زیرا در زمان او بلغارستان به مسیحیت گروید. با این حال، عنوان تزار (و معادل یونانی-بیزانسی آن باسیلیوس) در واقعیت برای اولین‌بار توسط پسرش سیمئون یکم، پس از تاج‌گذااری موقت که توسط پاتریارک قسطنطنیه در سال ۹۱۳ انجام شد، اقتباس و استفاده شد. پس از تلاش امپراتوری بیزانس برای لغو این امتیاز بزرِگ دیپلماتیک و یک دهه جنگ فشرده، عنوان سلطنتی فرمانروایان بلغاری توسط دولت بیزانس در سال ۹۲۴ و دوباره در پایان رسمی صلح در سال ۹۲۷، به رسمیت شناخته شد.
این فرضیه وجود دارد که عنوان سیمئون همچنین توسط مأموریت پاپ در بلغارستان در سال ۹۲۵ یا اندکی پس از آن، به عنوان امتیازی در ازای حل و فصل مناقشهٔ بلغارستان و کرواسی یا تلاش احتمالی برای بازگرداندن بلغارستان به اتحاد با روم، به رسمیت شناخته شده است. بنابراین، در مکاتبات دیپلماتیک بعدی که در سال‌های ۱۱۹۹ تا ۱۲۰۴ میلادی بین حاکم بلغارستان کالویان و پاپ اینوسنت سوم انجام شد، کالویان که خود را «امپراتور بلغارها و بلاچی‌ها» (به لاتین: Imperator Bulgarorum et Blachorum) معرفی می‌کرد، ادعا کرد که سلطنت سیمئون یکم، پسرش پتر یکم و ساموئل به نوعی از سوی پاپ اعطا شده است. با این وجود، پاپ در پاسخ‌های خود فقط از عنوان «پادشاهان» (به لاتین: reges) برای حاکمان بلغار استفاده می‌کند و در نهایت فقط همین عنوان ناچیز‌تر را به کالویان اعطا می‌کند. با این حال، کالویان از پاپ به خاطر اعطای آن به وی تشکر می‌کند. پس از سیمئون یکم و تا زمان فتح بلغارستان توسط امپراتوری عثمانی، تمام جانشینان وی عنوان رسمی تزار را داشتند. بعدها، فرمانروایان اروپایی کنستانتین دوم بلغارستان را نیز تا زمان مرگش در سال ۱۴۲۲، با لقب تزار به رسمیت شناختند. کنستانتین نیز در دو بنای یادبود پادشاهان بلغارستان (بنای یادبود بویان و بنای یادبود پوگانوفسکی) با این لقب خطاب شده است.

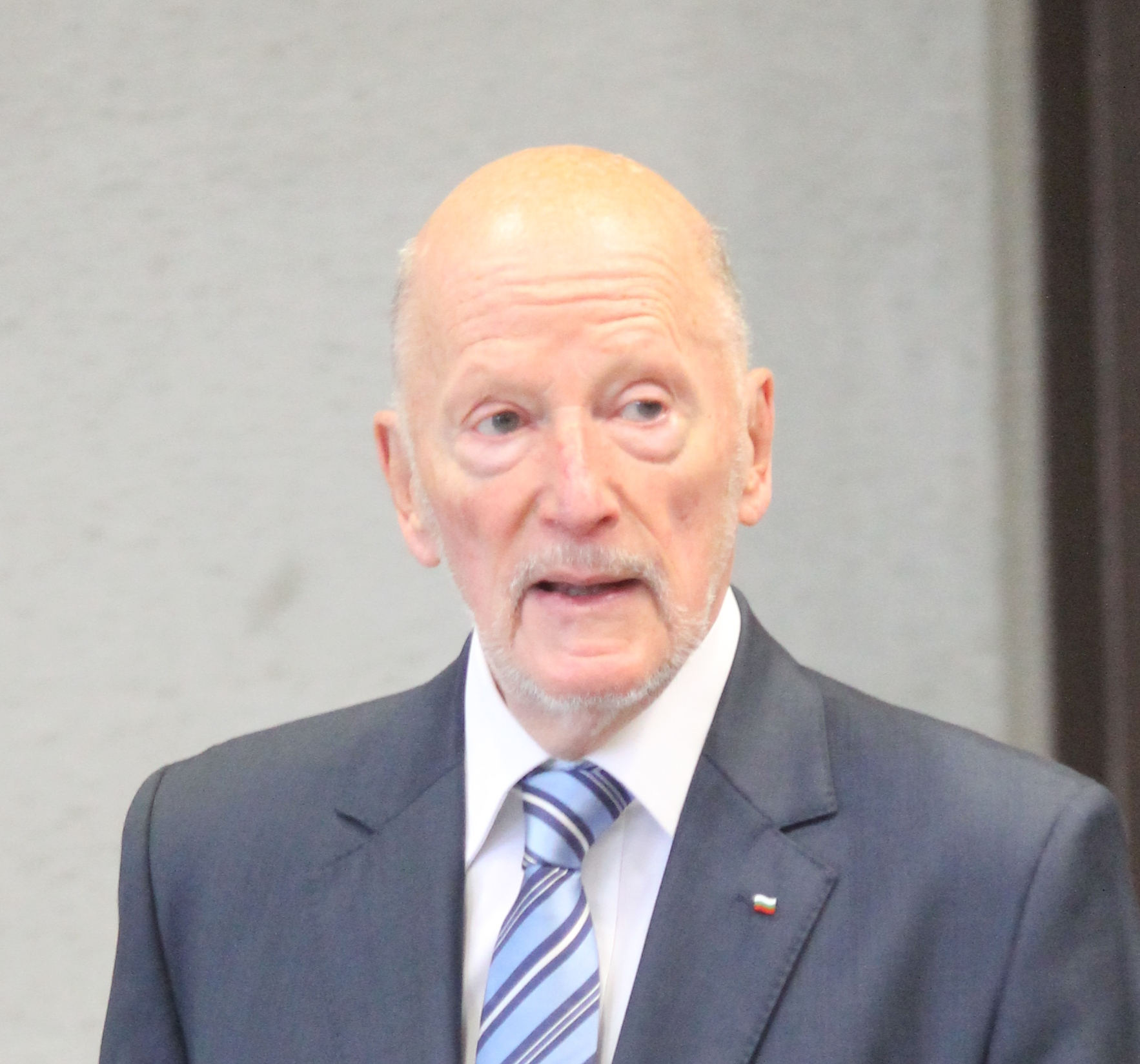
سیمئون دوم واپسین شخصی بود که عنوان «تزار» را یدک می‌کشید.

واژهٔ تزار همانند شاه در زبان فارسی، عنوانی عام و ریشه‌یافته در فرهنگ بلغاری بود. چنانچه پس از تصرف بلغارستان به دست امپراتوری عثمانی، بلغارها سلاطین عثمانی را نیز «تزار» (به بلغاری: цар) می‌نامیدند؛ اگرچه این لقب به‌طور رسمی توسط عثمانی‌ها پذیرفته نشد. سرانجام در ترجمهٔ قانون اساسی عثمانی ۱۸۷۶ این لقب با ترجمه‌های مستقیم عناوین «سلطان» و «پادشاه» جایگزین شد. پس از آزادی بلغارستان از عثمانی در سال ۱۸۷۸، پادشاهان جدید آن ابتدا صاحب عنوان کنیاز (به بلغاری: knyaz) به معنای «شاهزادهٔ خودمختار» بودند. استفاده رسمی از عنوان تزار پس از استقلال بلغارستان دوباره احیا شد و فردیناند یکم بلغارستان آن را در سال ۱۹۰۸ به صورت عنوان رسمی برگزید و تا زمان لغو نظام سلطنت در سال ۱۹۴۶، توسط سیمئون دوم از آن استفاده می‌شد. با این حال، این عنوان دیگر به‌طور کلی معادل «امپراتور» تلقی نمی‌شد و در زبان بلغاری و عامیانه یونانی، معنای آن تغییر کرده بود.

## در صربستان

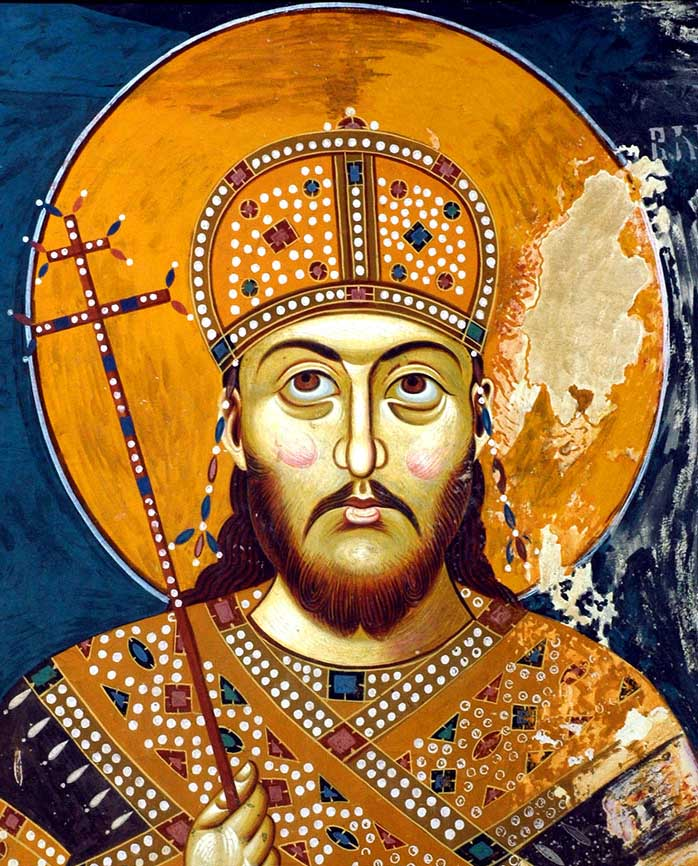
استفان دوشان تزار صربستان

پس از بلغارستان، صربستان دومین کشور اسلاوی در قرون وسطی بود که فرمانروایانش از عنوان رسمی تزار برای خود استفاده کردند. عنوان «تزار» (به صربی: Car) به‌طور رسمی توسط دو امپراتور صرب استفاده شد که عنوان سلطنتی پیشین‌شان کرال (به کرواتی: kralj) به معنای «پادشاه» بود. در سال ۱۳۴۵، استفان دوشان شروع به نام‌گذاری خود به عنوان «امپراتور صرب‌ها و یونانی‌ها» که در ترجمه‌های یونانی «باسیلیوس و اتوکراتور صرب‌ها و رومی‌ها» (به یونانی: Ο Βασίλειος και ο αυτοκράτορας των Σέρβων και των Ρωμαίων) خوانده می‌شود، کرد و در عید پاک در ۱۶ آوریل ۱۳۴۶، در اسکوپیه توسط کلیسای صرب که به تازگی در کنار کلیسای بلغاری و اسقف اعظم اوهرید برجستگی یافته بود، تاج‌گذاری کرد. به همین مناسبت، همسرش هلنا را نیز «امپراتریس» نامیده شد. او بزرگ‌ترین فرمانروای صرب در قرون وسطی بود که جایگاه مردمش را ارتقا داد و قوانین و پیشرفت‌های بسیاری به آنها بخشید. برنامه‌های دوشان برای فتح قسطنطنیه، او را به جمهوری ونیز نزدیک کرد؛ اما ونیزی‌ها در مقابل پیشنهاد او برای حمله به بیزانس بی‌تفاوت ماندند. جنگ‌های داخلی او با مسیحیان اجازه نداد تا از سوی پاپ، به عنوان رهبر جنگ‌های مذهبی با ترکان مسلمان نیز معرفی شود. زمانی که دوشان به‌طور ناگهامی در دسامبر ۱۳۵۵ درگذشت، پسر و جانشینش استفان اوروش پنجم قادر به حفظ دستاوردهای او نبود. برادر دوشان سیمئون اوروش با جانشینی پسرعمویش مخالفت کرد و با همان عنوان‌ها یک حکومت موازی ایجاد کرد. پس از مرگ سیمئون اوروش در حدود سال ۱۳۷۰، پسرش جوان اوروش، که در حدود سه سال بعد به صومعه‌ای بازنشسته شد، در دعاوی خود جانشین پدرش شد. تنها ۱۵ سال پس از مرگ دوشان، قلمرو تجزیه شدهٔ صربستان کوچک‌تر از سرزمینی بود که او زمانی فتوحاتش را از آنجا آغاز کرده بود. بعدها، اگرچه چندین فرمانروای دیگر صرب به‌طور عامیانه به عنوان تزار اشاره می‌کردند، استفادهٔ رسمی از آن در این کشور فراموش شد.

## در روسیه

نشان رسمی روسیه تزاری که فرمانروایان روسیه در آن از سال ۱۵۴۷ تا ۱۷۲۱ میلادی با عنوان «تزار» حکومت می‌کردند.

«تزار» عنوانی سلطنتی است که بیشتر با فرمانروایان روسیه شناخته می‌شود. عنوان تزار یک‌بار توسط مقامات کلیسای روس کی‌یف در نام‌گذاری یاروسلاو خردمند، شاهزادهٔ بزرگ کیف (۱۰۵۴–۱۰۱۹) استفاده شد. این ممکن است مربوط به جنگ یاروسلاو علیه بیزانس و تلاش‌های او برای فاصله گرفتن از قسطنطنیه بوده باشد. با این حال، شاهزادگان دیگر در دورهٔ روس کی‌یف هرگز خود را به عنوان تزار معرفی نکردند. نخستین فرمانروای روسی که آشکارا از خان اردوی زرین جدا شد، میخائیل یاروسلاویچ (۱۲۸۵–۱۳۱۸)، لقب «باسیلیوس روس» و همچنین «تزار» را برای خود برگزید.
پس از اعلام استقلال روسیه از اردوی زرین در سال ۱۴۷۶ میلادی، ایوان سوم، شاهزاده بزرگ مسکو (۱۴۶۲–۱۵۰۵)، عنوان «فرمانروای تمام روس» را برگزید و بعدها نیز شروع به استفاده منظم از عنوان تزار در دیپلماسی و روابط خود با دولت‌های غربی کرد. از حدود سال ۱۴۸۰، او در مکاتبات لاتینش خود را با عنوان «امپراتور» و در مکاتباتش با نایب‌السلطنهٔ سوئد، پادشاه دانمارک، شوالیه‌های تتونیک و اتحادیه هانزا به عنوان «قیصر» معرفی می‌کند. واسیلی سوم پسر ایوان، به استفاده از این القاب ادامه داد. زیگیزموند فون هربرشتاین (en) تشخیص داد که به‌کار بردن عنوان‌های قیصر و امپراتور کوششی برای تبدیل اصطلاح روسی «تزار» به شکل آلمانی و لاتین بودند. افزایش عنوان‌های فرمانروایان روس به دلیل به جاه‌طلبی‌های رو به رشد روسیه برای تبدیل شدن به «روم سوم» از نوع ارتدکس، پس از سقوط قسطنطنیه در سال ۱۴۵۳ بود. تزار مسکو توسط ماکسیمیلیان یکم، امپراتور مقدس روم در سال ۱۵۱۴ به عنوان امپراتور به رسمیت شناخته شد.

### انتساب به امپراتوری روم
دومین همسر ایوان سوم، سوفیا پالایولوژینا، خواهرزادهٔ آخرین امپراتور بیزانس، کنستانتین یازدهم (حکومت: ۱۴۴۹–۱۴۵۳) بود. ایوان سوم وی را به عنوان راهی برای آوردن مشروعیت بیزانس به دربار روسیه انتخاب کرده بود. تأثیر سوفیا بر ایوان باعث تغییرات قابل توجهی در دولت روسیه تا ۴۰۰ سال آینده شد. ایوان به پیشنهاد او نماد عقاب دو سر دولت بیزانس را در نشان دولت روسیه گنجاند و برخی از سنت‌های بیزانسی را نیز در مراسمات روسی افزود. در این زمان بود که او شروع به امضای اسناد خود با لقب تزار کرد. ایوان سوم خود را وارث تاج و تخت امپراتوری روم بیزانس می‌دانست. او مدعی بود که دولتش «روم سوم» و مسکو، جانشین رم و قسطنطنیه به عنوان پایتخت مسیحیت در جهان است. در آن زمان افسانه‌هایی وجود داشت که از این ادعا پشتیبانی می‌کردند. اولین تزارهای روسیه برخی شجره‌نامه‌های دروغین یا اساطیری را در تلاش برای انتساب خود به امپراتوری روم ایجاد کردند. در رساله‌ای به نام داستان شاهزادگان ولادیمیر، «پروس» به عنوان برادر آگوستوس در داستان گنجانده شده است. گفته می‌شود که پروس از اجداد مستقیم روریک، رئیس افسانه‌ای وایکینگ‌های روس کی‌یف بوده است. ایوان چهارم اغلب از آگوستوس به عنوان جد خود به دنبال راهی برای توجیه حکومتش یاد می‌کرد. کتاب دولت بزرگ نیز مجموعه‌ای از زندگینامهٔ شاهزادگان و تزارهای روسیه بود که باز هم آگوستوس و روریک را برای نشان دادن ارتباط میان آن دو فرمانروای بزرگ و پادشاهان روسیه، به هم منتسب می‌کرد.

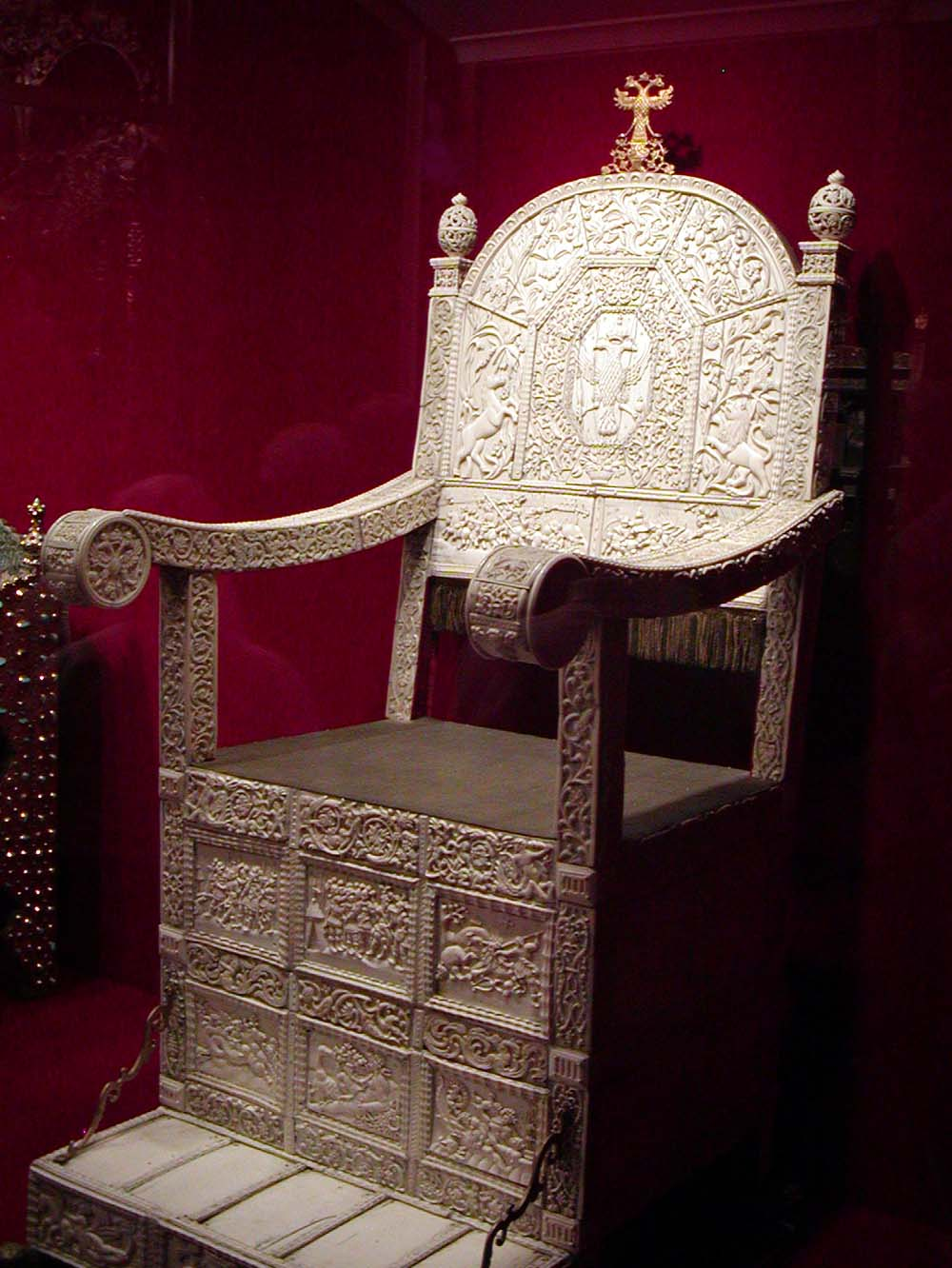
تخت سلطنتی منسوب به ایوان مخوف (ru) که از جنس عاج و فلز ساخته شده است.

ایوان سوم تلاش داشت با به‌کار بردن القاب تزار و امپراتور، برتری جایگاه خود را نسبت به فرمانروایان پیشین روسیه نشان دهد؛ اما عنوان سلطنتی وی همچنان «شاهزادهٔ بزرگ مسکو» بود. در آن زمان، عنوان تزار معرف یک حاکم با قدرت مطلق نبود؛ بلکه به معنای حاکمی بود که به شکل مستقل بر سرزمین‌هایی که مدعی آنها بود حکومت می‌کرد. نخستین فرمانروای روسیه که رسماً با عنوان «تزار» تاج‌گذاری کرد، نوه ایوان سوم، ایوان چهارم مشهور به ایوان مخوف و در سال ۱۵۴۷ میلادی بود. او بود که عنوان تزار را قداست بخشید و اعلام کرد که آن توسط خدا داده شده است و هرگونه مخالفتی در مقابل آن کفر محسوب می‌شود. تاریخ روسیه تزاری از آن لحظه آغاز گشت. ماکاریوس متروپولیتن، اسقف اعظم مسکو (۱۴۸۲–۱۵۶۳)، نخستین مراسم تاج‌گذاری تزاری را برای ایوان چهارم ۱۷ ساله طراحی کرد و حقانیت او بر تاج و تخت را تأیید کرد. مسح سر در دههٔ ۱۵۵۰ به مراسم تاج‌گذاری اضافه شد که به بخشی از سنت تاج‌گذاری سلطنت روسیه از آن نقطه به بعد تبدیل گشت. پاتریارک قسطنطنیه عنوان تزار را در سندی رسمی در سال ۱۵۶۱ تأیید کرد؛ او ایوان چهارم را با امپراتور بیزانس مقایسه کرد و اظهار کرد که: «او بر تمام مسیحیان ارتدکس از شرق تا غرب عالم حاکم است.» از آنجایی که سرزمین‌های بیشتری در زمان ایوان مخوف تصرف شد، او شروع به روسیه نامیدن قلمروش به جای «روسیا» و «روس» کرد که فقط به قلمروهای شاهزاده مسکو در گذشته اشاره داشتند. عنوان سلطنتی کامل تزارها از اواخر قرن شانزدهم تا یک قرن بعد، بارها و به دنبال گسترش قلمروشان تغییر کرد.
کلیسای ارتدکس روسی نقش قابل توجهی در زندگی هر روس ایفا می‌کرد و تزارها نیز از این قاعده مستثنی نبودند. قدرت تزارها به تقوا و اخلاق شخصی‌شان وابسته بود. آنها به عنوان مدافعان کلیسای ارتدکس دیده می‌شدند؛ مهم‌تر از آن، کلیسا یکی از بازو‌های اساسی دولت استبدادی بود که بزرگان آن از تزار اطاعت می‌کردند. در مقابل، بیشتر تزارها به سلسله مراتب کلیسا احترام می‌گذاشتند و از آن محافظت می‌کردند. در سال ۱۵۸۹ و تحت حکومت فیودور یکم (۱۵۸۴–۱۵۹۸)، یک پدرسالار برای کلیسا انتخاب شد «تا تزار کلیسا باشد.» با قرار دادن یک پدرسالار در رأس کلیسای ارتدکس، آن کلیسا از نفوذ خارجی رها شد. در آن زمان، دولت روسیه تنها دولت ارتدکس جهان بود که از دخالت حاکمیت خارجی در امان بود؛ بنابراین طبیعی بود که کلیسای روسیه نیز بخواهد مسیر دولت را دنبال کند. در طول سلطنت الکسی یکم (۱۶۴۵–۱۶۷۶) در دهه‌های ۱۶۵۰ و ۱۶۶۰، تزار پس از تصرف سرزمین‌های بیشتر از جمله کی‌یف، اسمولنسک و روسیه سفید (بلاروس امروزی)، از عنوان «تزار تمام روسیه» استفاده کرد تا گستردگی مقامش بر همهٔ قلمرو‌های اسلاوی را نشان دهد. تزار الکسی دو سنت جدید گرفتن عشای ربانی و قرائت اعتقادنامه را در مراسم تاج‌گذاری روسیه معرفی کرد. این دو ضمیمه باعث شد که آن مراسم تشابهات بیشتری با تاج‌گذاری حاکمان بیزانسی و اروپایی داشته باشد. تزار الکسی تلاش کرد تا کلیسای ارتدکس روسیه را به یک کلیسای ارتدکس جهانی تبدیل کند. در دوران او اصلاحات بسیار گسترده‌ای انجام شد و پاتریارک نیکون در نظام کلیسا دست به تغییرات زد. همکاری دولت و کلیسا تا آنجا پیش رفت که در مراسمات کلیسا، الکسی را «مقدس» خطاب می‌کردند و جلوه‌ای نیمه خدایی به او بخشیدند که برخلاف باور‌های سابق کلیسا بود. در نهایت، تزار‌ها به عنوان حاکمانی مستقل در نظر گرفته شدند که می‌توانستند به چیزهای معجزه‌آسایی دست یابند؛ تقریباً همانند یک خدا بر روی زمین.
برخی از سفیران خارجی مانند هربرشتاین، دانیل پرینتز بوخائو و جوست ژول، نشان دادند که واژهٔ تزار نباید برابر با امپراتور ترجمه شود؛ زیرا روس‌ها این کلمه را به داوود، سلیمان و سایر پادشاهان کتاب مقدس، که تنها پادشاه بودند، به‌کار می‌برند. از سوی دیگر، ژاک مارگرت، محافظ دیمیتری دروغین اول (۱۶۰۵–۱۶۰۶)، استدلال می‌کند که لقب «تزار» برای مسکووی‌ها از قیصر یا پادشاه محترم‌تر است، دقیقاً به این دلیل که این خدا (و نه یک مقام زمینی) بود که مقرر کرد آن را بر داوود، سلیمان و دیگر پادشاهان اسرائیل اطلاق کنند. ساموئل کالینز، پزشک دربار تزار الکسی در سال‌های ۱۶۵۹ تا ۱۶۶۶، عنوان او را «امپراتور بزرگ» ذکر کرده و می‌نویسد: «... و در مورد واژهٔ تزار، این واژه بسیار نزدیک به سزار است، که به خوبی ممکن است به معنای امپراتور باشد. روس‌ها این عنوان را بالاتر از پادشاه می‌دانند.»
عنوان «تزار» در رواج باقی ماند و همچنین رسماً به عنوان بخشی از عناوین مختلف به معنای حکومت بر ایالت‌های مختلف تصرف شده توسط دولت روسیه بود. تا اینکه وجههٔ این عنوان با جلوس پتر کبیر، پسر الکسی از میان رفت. پتر متأثر از فرهنگ جهان غرب پس از پیروزی در جنگ بزرگ شمالی و بنیان‌گذاری امپراتوری روسیه، به دولت روسیه تزاری پایان داد و آن را با شکل امپراتوری جایگزین کرد. او همچنین عنوان «امپراتور تمام روسیه» را با «تزار تمام روسیه» جایگزین کرد و از آن پس تا پایان امپراتوری روسیه، فرمانروایان آن با عنوان «امپراتور روسیه» شناخته می‌شدند. پتر مسیر استقلال شخص تزار و تضعیف نهاد کلیسا را جلوتر برد؛ زیرا از خطر مقابلهٔ کلیسا با اصلاحات گسترده‌اش آگاه بود. او یک کالج مذهبی را برای پذیرش نوآوری‌های غربی از سوی کلیسا تأسیس کرد، برای روحانیون یک درجه مقام کلیسایی تعریف کرد تا از حد و جایگاه خود فراتر نروند و شورای مقدس روسیه را به «بازوی تزار» و ابزاری برای حکومت استبدادی مبدل کرد. از آن پس شخص تزار بالاترین نماینده و مدافع کلیسای ارتدکس بود تا در جایگاه منصوب شدهٔ خداوند بر مسیحیان حکومت کند. در قرن هجدهم، عنوان تزار به‌طور فزاینده‌ای پست‌تر از امپراتور و یا نشان‌دهندهٔ جنبهٔ شرقی این مقام طلقی می‌شد. با الحاق کریمه در سال ۱۷۸۳، کاترین کبیر به جای لقب قدیمی «تزارینا کریمه» عنوان یونانی شده «تزاریتسا کرسونوس تائوریک» (به روسی: царица Херсонеса Таврического) را برگزید که جزوی از عنوان کامل سلطنتی شد. در سال ۱۸۱۵، زمانی که روسیه بخش بزرگی از لهستان را ضمیمهٔ خاک خود کرد، این عنوان به وضوح در روسیه، معادل لهستانی «کرول» (به لهستانی: król) به معنای «پادشاه» تفسیر شد و امپراتوران روسیه عنوان «تزار لهستان» را نیر به خود افزودند.
در میان مردم بومی سیبری و مسلمانان منطقه ولگا، آسیای مرکزی و قفقاز، امپراتوری روسیه اغلب با تصویر «تزار سفید» (به روسی: Белый царь) توصیف می‌شود. با وجود جایگزینی عنوان سلطنتی رسمی با امپراتور، واژهٔ تزار در سرود ملی امپراتوری روسیه (۱۸۳۳–۱۹۱۷) حفظ شد و فرمانروایان روسیه همچنان با آن لقب نیز شناخته می‌شدند. واپسین فرمانروای روسیه که لقب تزار را داشت، نیکلای دوم بود که در سال ۱۹۱۷ و در جریان انقلاب روسیه از تاج و تخت خلع شد و سپس خود و خانواده‌اش در ژوئیه سال ۱۹۱۸ توسط بلشویک‌ها به‌طرز فجیعی اعدام شدند. در سال ۱۸۹۴، زمانی که نیکلای دوم بر تخت سلطنت روسیه نشست، عنوان کامل حاکمان روسیه چنین بود:
«به فضل خداوند، امپراتور و اتوکراتور بزرگ تمام روسیه، تزار مسکو، کی‌یف، ولادیمیر، نووگورود، کازان، آستاراخان، لهستان، سیبری، کرسونوس تائوریک و گرجستان؛ ارباب پسکوف، دوک بزرگ اسمولنسک، لیتوانی، وولینیا، پودولیا و فنلاند؛ پرنس استونی، لیونی، کورلند، زمگاله، ساموگیتیا، بیالیستوک، کارلیا، تور، اورگا، پرم، ویاتکا، بلغارستان و سایر مناطق؛ ارباب و دوک بزرگ نیژنی نووگورود و چرنیگوف؛ فرمانروای ریازان، پولوتسک، روستوف، یاروسلاول، بلوزرو، اودوریا، اوبدریا، کوندیا، ویتبسک، مستیسلاو و تمام مناطق شمالی؛ حاکم ایوریا، کارتلی، سرزمین‌های کاباردینی و ارمنستان؛ حاکم موروثی و ارباب چرکس‌ها و شاهزادگان کوهستانی و دیگران؛ لرد ترکستان، وارث نروژ، دوک شلسویگ-هولشتاین، شتورمارن، دیمارشن و اولدنبورگ.»
در مجموع ۱۱ فرمانروای تاریخ روسیه با عنوان رسمی «تزار» به تخت سلطنت این کشور نشستند که اسامی و تاریخ حکومت آنان به شرح زیر است: 
1. ایوان چهارم (۱۵۴۷–۱۵۸۴)
2. فیودور یکم (۱۵۸۴–۱۵۹۸)
3. بوریس گودونوف (۱۵۹۸–۱۶۰۵)
4. فئودور دوم (۱۶۰۵–۱۶۰۵)
5. دیمیتری دروغین اول (۱۶۰۵–۱۶۰۶)
6. واسیلی چهارم (۱۶۰۶–۱۶۱۰)
7. میخائیل یکم (۱۶۱۳–۱۶۴۵)
8. الکسی یکم (۱۶۴۵–۱۶۷۶)
9. فیودور سوم (۱۶۷۶–۱۶۸۲)
10. ایوان پنجم (۱۶۸۲–۱۶۹۶)
11. پتر یکم (۱۶۸۲–۱۷۲۱)

## میراث
در روسیه، این گفتهٔ الکساندر بلوک در کتابش روشنفکران و انقلاب که: «اهل کرملین در قلب ما و تزارها در سر ما هستند؛ این جلوه‌های ابدی که بر ما آشکار شده‌اند، تنها با قلب و سرمان برداشته می‌شوند.» به خوبی نقش کلیدی و تعیین‌کنندهٔ مفهوم «تزار» در فرهنگ روسیه را نشان می‌دهد. حتی در آغاز قرن بیستم، دیدگاه گسترده‌ای در مورد شخصیت تزار به عنوان نمایندهٔ مردم در آن کشور وجود داشت که با ارادهٔ تاریخ و تجسم متعالی آنها به شکل نمادی که توسط سنتی چند صد ساله تقدیس گشته بود، برجسته شده بود. این واژه نام خود را بر روی بسیاری از نواحی و ساخته‌ها به میراث گذاشت. یکی از نام‌های شهر قسطنطنیه در زبان‌های اسلاوی، تزارگراد (به روسی: Царьград) به معنای «شهر تزار» بوده است و نام اصلی شهر مشهور ولگوگراد نیز تِزاریتسین (به روسی: Цари́цын) بوده است. شهر امروزی قزل در روسیه، نخست در سال ۱۹۱۴ با نام بِلوتزارسک (به روسی: Белоцарск) به معنای «تزار سفید» تأسیس شد که اشاره مستقیم به لقب تزارها نزد مردم شرقی داشت. شهر امروزی یوشکار اولا نیز نخست با نام تزاروف‌گراد (به روسی: Царёв город) به معنای «شهر تزاری» تأسیس شد و تا سال ۱۹۱۹ تزاریوکوکشایسک (به روسی: Царевококшайск) نام داشت. دو مورد از جاذبه‌های گردشگری مشهور مسکو توپ تزار و ناقوس تزار نام دارند.  قدرتمندترین بمب اتمی روسیه و جهان نیز که در سال ۱۹۶۱ ساخته شد، بعدها به بمب تزار مشهور گشت.
در ادبیات معاصر جهان، لقب تزار می‌تواند برای اشاره به یک شخص مستبد یا یک حاکم خودکامه به‌کار برود. اصطلاح تزار (Tsar یا Csar) اغلب به صورت استعاری و برای نشان دادن رهبران جهان یا کسانی که دارای موقعیت‌های قدرتمند با ماهیت دیکتاتوری هستند، استفاده می‌شود. همچنین در آمریکا و بریتانیا، واژهٔ «تزار» یک اصطلاح محاوره‌ای برای برخی از کارمندان دولتی سطح بالا است؛ مانند «تزار مواد مخدر» برای مدیر دفتر سیاست ملی کنترل مواد مخدر، «تزار تروریسم» برای مشاور رئیس جمهور در سیاست تروریسم، «تزار امنیت سایبری» برای بالاترین مقام وزارت امنیت میهن ایالات متحده آمریکا در زمینه امنیت رایانه و سیاست امنیت اطلاعات و «تزار جنگ» برای نظارت بر جنگ‌ها در عراق و افغانستان. به‌طور خاص، یک تزار در دولت ایالات متحده آمریکا معمولاً به یک مشاور در سطح کابینه در داخل قوه مجریه اشاره دارد.